# Manfred Kaufmann (Mediziner)
Manfred Kaufmann (* 8. Oktober 1946 in Crailsheim) ist ein deutscher Gynäkologe, Geburtshelfer und Senologe.

## Leben und Wirken
Kaufmann studierte von 1966 bis 1969 Medizin an der Universität Erlangen und von 1969 bis 1971 an der Universität Heidelberg. 1971 wurde er dort promoviert.
Von 1973 bis 1975 war Kaufmann als Wissenschaftlicher Assistent am Institut für Zellbiologie des Deutschen Krebsforschungszentrums (DKFZ) in Heidelberg tätig. 1981 wurde er Facharzt für Frauenheilkunde an der Universitäts-Frauenklinik Heidelberg. Dort wurde er 1983 auch habilitiert und zum Oberarzt ernannt. Studienaufenthalte führten ihn an das Memorial Sloan-Kettering Cancer Center in New York und an die Mayo Clinic Rochester. Ab 1988 war er Stellvertretender Direktor der Heidelberger Universitätsfrauenklinik, an der er bis 1995 tätig war. In diesem Jahr wurde Manfred Kaufmann auf den Lehrstuhl für Gynäkologie und Geburtshilfe der Johann Wolfgang Goethe-Universität Frankfurt am Main berufen. Bis zu seinem Ruhestand, Ende März 2012, leitete er die dortige Universitätsfrauenklinik. Sein Nachfolger wurde Sven Becker.

## Mitgliedschaften
1995 gründete Kaufmann die „Aktion Bewußtsein für Brustkrebs“ und wurde deren Vorsitzender. Von 1997 bis 2001 war er Prodekan der Medizinischen Fakultät. Seit 2004 ist er Vorstandsmitglied der Russisch-Deutschen Gesellschaft für Gynäkologie und Geburtshilfe und war Vorstandsmitglied der Deutschen Gesellschaft für Gynäkologie und Geburtshilfe. Von 2004 bis 2006 leitete er als Vorsitzender die Arbeitsgemeinschaft Gynäkologische Onkologie (AGO) und war beim Deutschen Krebskongress 2008 Kongresspräsident der Deutschen Krebsgesellschaft.
Manfred Kaufmann ist Mitglied zahlreicher deutscher und internationaler Gesellschaften:
- American Society of Clinical Oncology (ASCO)
- FIGO (Int. Federation für Frauenheilkunde und Geburtshilfe)
- Advisory Panel on Breast Health Care
- Arbeitsgemeinschaft Gynäkologische Onkologie (AGO)
- Deutsche Gesellschaft für Gynäkologie und Geburtshilfe (DGGG)
- Deutsche Krebsgesellschaft
- European Society of Mastology (EUSOMA) (Member of the working party „The requirements of a specialist breast unit in Europe“, Study Group Chairman (1994–2000))
- Deutsche Gesellschaft für Senologie
- AIDS – Aufklärung e. V., Frankfurt am Main
- Hessische Krebsgesellschaft
- Europäische Initiative „Caring about Woman and Cancer“ (Vorsitzender in Deutschland 1997–1999)
- Aktion „Bewußtsein für Brustkrebs“ (Präsident seit 1995)
- Steering Committee of the Breast Cancer International Research Group (BCIRG)
- IBIS – High Genetic Risk Steering Group
- German Adjuvant Breast Cancer Group (GABG)
- Interdisziplinäre Mammakarzinom-Arbeitsgruppe (IMA) der Deutschen Krebsgesellschaft
- Mitglied im Wissenschaftlichen Beirat des Wissenschaftspreises der Ingrid zu Solms-Stiftung
- Präsident „Alumni“ Medizin, J.W. Goethe-University Frankfurt (ab 2003)
- City Forum Pro Frankfurt, Frankfurt (seit 2004)
- Steering Committee – Institut für medizinische und pharmazeutische Prüfungsfragen (IMPP), Mainz
- Internationales Panel Mitglied der Consensus-Konferenz St. Gallen
- Steering Committee – Early Breast Cancer Trialist’ Group (EBCTG) Oxford (seit 2005)
- Society of Pelvic Surgeons, USA

## Schriften (Auswahl)
Manfred Kaufmann ist Mitherausgeber der Fachzeitschriften Geburtshilfe und Frauenheilkunde, The Breast, Gynäkologische Praxis, Gyn-Spektrum, Breast Cancer, Journal of the Japanese Breast Cancer Society, American Journal of Cancer und European Journal of Cancer. Er ist Autor und Ko-Autor von über 450 wissenschaftlichen Publikationen und 29 Büchern.
- Manfred Kaufmann: Methodische Voraussetzungen und Ergebnisse einer Sensibilitäts-Testung bei menschlichen Tumoren. Dissertation, Ruprecht-Karls-Universität Heidelberg, 1971, DNB 720381282.
- Manfred Kaufmann: Charakterisierung und Prognose des primären Mamma-Karzinoms. Habilitationsschrift, Ruprecht-Karls-Universität Heidelberg, 1982, DNB 910175136.
- Manfred Kaufmann (Hrsg.): Neue Wege einer an der Lebensqualität orientierten ambulanten Krebstherapie. Zuckschwerdt-Verlag, München 1989, ISBN 3-88603-304-X.
- Manfred Kaufmann, Serban D. Costa, Anton Scharl (Hrsg.): Die Gynäkologie. Mit 208 Tabellen. Springer-Verlag, Berlin u. a. 2003, ISBN 3-540-66705-9.
- Manfred Kaufmann, Sibylle Loibl: Mammakarzinom: 100 Fragen – 100 Antworten. Urban und Vogel, München 2005, ISBN 3-89935-210-6.
- Ismail Jatoi, Manfred Kaufmann, Jean Y. Petit (Hrsg.): Atlas of breast surgery. Springer-Verlag, Berlin 2005, ISBN 3-540-24351-8.
- Manfred Kaufmann, Ismail Jatoi, Jean Y. Petit (Hrsg.): Atlas der Brustchirurgie. Springer-Verlag, Heidelberg 2008, ISBN 978-3-540-48881-1.
- Meinert Breckwoldt, Manfred Kaufmann, Albrecht Pfleiderer (Hrsg.): Gynäkologie und Geburtshilfe. 117 Tabellen. 5., aktualis. und überarb. Aufl. Thieme-Verlag, Stuttgart 2007, ISBN 978-3-13-118905-9.
- Manfred Kaufmann, Sibylle Loibl, Christine Solbach: Brustkrebs: Bescheid wissen, Entscheiden, Leben. 3., aktualis. und neu gest. Aufl. Hirzel Verlag, Stuttgart 2010, ISBN 978-3-7776-1627-8.

## Auszeichnungen
- Johann Georg Zimmermann-Preis für Krebsforschung, Hannover (1983)
- Johann Georg Zimmermann-Preis für Krebsforschung, Hannover (1988)
- Gerhard-Domagk-Wissenschaftspreis, Universität Münster (1989)
- Deutscher Krebspreis (Klinischer Teil) (1992)
- Wilhelm-Warner-Preis für Krebsforschung (zusammen mit Walter Jonat) (2007)
- Verdienstkreuz am Bande des Verdienstordens der Bundesrepublik Deutschland (2011)[2]
- Karl-Heinrich-Bauer-Medaille (2011)